# Frente Radical Alfarista
El Frente Radical Alfarista (FRA) fue un partido político ecuatoriano de ideología liberal radical. El logo del partido era una silueta del Monumento a Eloy Alfaro de la ciudad de Guayaquil. 
Su líder, fundador, director nacional y excandidato presidencial por el mismo partido Abdón Calderón Muñoz (1924-1978) fue asesinado el 29 de noviembre de 1978 por órdenes de la dictadura militar de la época, en específico del ministro de gobierno Bolívar Jarrín. Luego de su muerte, su hija, Cecilia Calderón, asumió la dirigencia del partido, convirtiéndose en la primera mujer ecuatoriana en dirigir un partido político, manteniendo la misma línea política.
Uno de los políticos que militó en el partido fue el expresidente interino Fabián Alarcón, del cual tomó control en 1994, aprovechando su influencia como presidente del Congreso Nacional. Bajo su liderazgo, el partido se orientó bajo una línea populista liberal.
En 1997, ante el derrocamiento de Abdalá Bucaram, el FRA llegó al poder a través de Alarcón, compartiendo el poder con el Partido Social Cristiano, Democracia Popular e Izquierda Democrática. El partido obtuvo su mejor resultado legislativo en las elecciones a la Asamblea Nacional Constituyente de 1997, obteniendo 7 asambleístas.
Posterior al gobierno de Alarcón, el cual terminó con baja popularidad, el FRA empezó a perder terreno político, resultando en cambios profundos a su estructura en los siguientes años, retomando una línea de liberalismo radical.
En 2002 pasó a llamarse Alfarismo Nacional y apoyó la candidatura presidencial del socialcristiano Xavier Neira. Un año desapareció del padrón electoral. En el año 2006 se creó el partido Integración Nacional Alfarista y se borró un año más tarde tras 35 años de existencia.

## Elecciones presidenciales
| 1978 | Abdón Calderón Muñoz        | Edgar Molina Montalvo | 124.347               | 9.03%                 | 5º lugar              |                                                              |                       |                       |
| 1984 | Jaime Aspiazu               | Miguel Falconí Puig   | 149.733               | 6.78%                 | 5º lugar              |                                                              |                       |                       |
| 1988 | Carlos Julio Emanuel        | Pedro Arteta Martínez | 102.708               | 3.38%                 | 8º lugar              |                                                              |                       |                       |
| 1992 | No presentó candidato       | No presentó candidato | No presentó candidato | No presentó candidato | No presentó candidato | No presentó candidato                                        | No presentó candidato | No presentó candidato |
| 1996 | Ricardo Noboa               | Francisco Huerta      | 115.033               | 3,02%                 | 6º lugar              | Parte del Frente Democrático Nacional En alianza con el PLRE |                       |                       |
| 1997 | Fabián Alarcón              | N/A                   | 57                    | 69.51 %               | Electo                | Elección indirecta realizada por el Congreso                 |                       |                       |
| 1998 | No presentó candidato       | No presentó candidato | No presentó candidato | No presentó candidato | No presentó candidato | No presentó candidato                                        | No presentó candidato | No presentó candidato |
| 2002 | No presentó candidato       | No presentó candidato | No presentó candidato | No presentó candidato | No presentó candidato | No presentó candidato                                        | No presentó candidato | No presentó candidato |
| 2006 | Carlos Sagnay de la Bastida | Jeannette Benavides   | 13 455                | 0,25%                 | 13.eɽ lugar           |                                                              |                       |                       |